# 妃咲みぁ
妃咲 みぁ（きさき みぁ）は、日本の元女性声優。東京都出身。主にアダルトゲームに声をあてていた。過去にはアトリエピーチに所属していた。

## 人物
声優を目指したきっかけは、好きだった少女漫画がアニメ化されたことで声優というものに興味を持ち始めたことと、声が特徴的なことから「声優さんをやってみれば？」とまわりから勧められたことから。
声優になるべく養成所に入ったものの、一度は諦めて辞めている。その後はメイドカフェでメイドをしたり、地下アイドル的な活動もしていたという。声優を再び目指そうと思ったのは、同じメイドカフェで働いていた人たちのほとんどが声優や役者をやっており、一緒に働いて接しているうちにもう一度頑張ってみようという気持ちが芽生えたことから。
桃塾（4期生）修了。同期生は、藤邑鈴香、八ッ橋きなこ、君島りさ、なつめ美南海、佐藤泰臣、内藤大樹、富井義邦、羽村しき。
「からふるべりぃ」や「乙女ロード」などのユニット活動でライブや朗読劇イベントを行っていた。
腐女子であることを公言しており、BLをこよなく愛している。
2016年5月をもって所属していたアトリエピーチを退所し、声優を引退した。

## 出演作品
太字は主役・メインキャラクター

### OVA
- アイドル候補生（静香[5]）
- 姉キュン！〜女子が家に来た！〜（ほのか）[6]

### ゲーム

#### 2012年
- どこでも誰とでもSEX許可証 THE GAME〜まさおのやりたい放題16人孕ませ部活動〜（深沢沙織、山口愛理）

#### 2013年
- 問答無用でぶちまける!（大隅 絵里香）[7]

#### 2014年
- 彼女のエッチな家庭教師（桜川 るる）[8]
- お嬢様はカタイのがお好き! 〜神性なる女子寮日記〜（上坂 ひとみ）[9]

#### 2015年
- いたずら狂悪（天宮城 蕾）[10]
- カミツレ〜7の二乗不思議〜（藍原 ゆうり、鈴鳴 鈴子）[11]

### ソーシャルゲーム
- エロがく[12]
- イクシーズ[12]
- 乳忍者BURST!! 〜乳ボンバーで学園統一!〜[13]

### ラジオ
- FM世田谷「声ちゃんねる」

### ライブ
- 渋谷TAKEOFF7
- 渋谷O-NEST

### イベント
- PCMライブ（バックダンサー）
- 「アイドル候補生 stage.1」サイン＆握手会ライヴ（2013年2月24日、3月3日、3月9日）
- バナナvsピーチ ジュニア対抗 春の大運動会（2013年4月27日）[14]
- お姉さま達といっしょ♪（2013年5月29日）[15]

### 歌
- アイドル候補生 stage.1（OVA『アイドル候補生』主題歌）
  - 歌：妃咲みぁ、川中瀬奈、桃也みなみ
- ろまんのかいかん（『アウトベジタブルズ』主題歌）
  - 歌：なつめ美南海、妃咲みぁ、八尋まみ
- ファンタスティック レストラン！（『悪魔娘の看板料理』主題歌）
  - 歌：妃咲みぁ、藤邑鈴香

### その他
- 夕刊フジ